# 哈斯布拉
哈斯布拉·奥斯曼（1957年2月17日—2020年11月16日），马来西亚政治人物，曾为巫统霹雳州的联委会署理和宜力区部主席。

## 生平
哈斯布拉于1957年2月17日在马来亚霹雳州上霹雳县宜力镇出世，并在槟城联邦师范学院毕业，毕业后于1979年在苏丹依德里斯沙中学执教。从1986年至1999年他从政府部门退休之前，他曾受教育部指派担任四名副首长的私人秘书，并曾于2009年担任时任副首相慕尤丁的政治秘书。
他于2004年马来西亚大选上阵霹雳州立法议会天猛莪选区，并成功以4,666张多数票击败公正党的候选人，2008年大选以4,617张多数票再次击败来自公正党的候选人当选为州议员。2013年大选时，哈斯布拉代表国民阵线以6,216张多数票击败伊斯兰党候选人诺哈雅蒂当选为霹雳宜力的国会议员。2018年大选，哈斯布拉在三角战中成功得票13,243张选票，以5,528张多数票击败伊斯兰党候选人莫哈末哈达兰和希盟土团党候选人依布拉欣蝉联该区议员。
哈斯布拉于2020年受委国家房屋公司主席，并在11月15日代替阿末马斯兰成为马来西亚公共账目委员会（PAC）成员，11月16日傍晚7时因心脏病发而逝于任上，遗体也在之后送往劳勿医院。隔天凌晨5时30分，哈斯布拉的遗体从劳勿送返其位于宜力甘榜乌鲁肯德隆的故居，经过伊斯兰诵经仪式后，在当天11时45分早上于甘榜巴当伊斯兰墓地下葬。

## 个人荣誉
- 霹靂：
  -  霹雳王冠拿督勋章（DPMP）—拿督（2005年）